# スタジオマリオ
スタジオマリオは、株式会社キタムラが運営するこども写真館。北海道から沖縄まで全国370店舗を展開している（2022年4月）。

## 特徴
京都の職人が仕上げる衣装を用意。
写真専門店カメラのキタムラの運営の高品質プリント。
衣装に合わせた約2,000通りのスタイリングで、子供に合わせたコーディネートを行っている。
「スタジオマリオ」一部店舗には「カメラのキタムラ」が併設する店舗がある（看板は「カメラのキタムラ」の下半分を白地ベースにし、この箇所に「スタジオマリオ」のロゴが入る）。「スタジオマリオ」は店舗ブランドが一本化したと同時にロゴマークが新調された。
また、NHKEテレの『いないいないばあっ!』といったキャラクターが支流したことがあり、また過去にはテレビアニメ『ビーストサーガ』と『ドキドキ!プリキュア』との限定コラボを実施していたことがあった。

## 店舗一覧　364店舗(2022年5月3日時点）
- 北海道地方 　9店舗
- 東北地方 　26店舗
- 関東地方 　106店舗
- 中部地方 　78店舗
- 近畿地方 　56店舗
- 中国地方 　27店舗
- 四国地方 　16店舗
- 九州地方 　46店舗